# Polyura sempronius

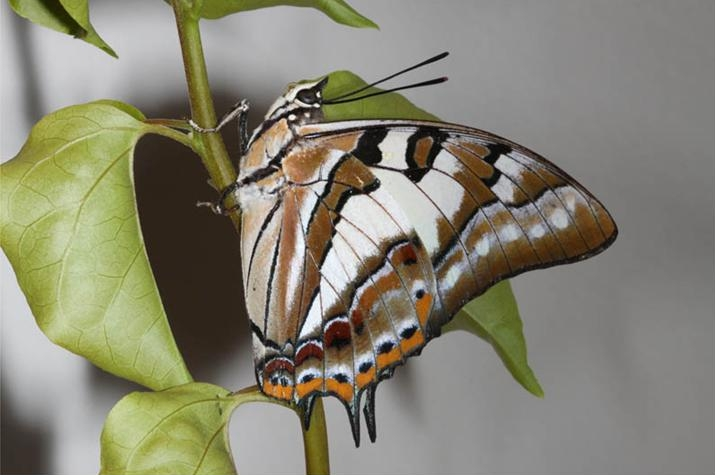
Flügelunterseite

Polyura sempronius ist ein in Australien und Indonesien vorkommender Schmetterling aus der Familie der Edelfalter (Nymphalidae). Die Art wurde zunächst als Unterart von Polyura pyrrhus geführt. Molekulare Phylogenie-Analysen ergaben jedoch, dass es sich um eine eigenständige Art handelt. Dabei zeigte sich, dass bisherige taxonomische Kenntnisse z. B. Morphologie, Ökologie, Verhalten, geografisches Verbreitung oder Divergenzkriterien für objektive Artabgrenzungen innerhalb der Gattung Polyura nicht ausreichen. Erst mit Hilfe von DNA-Sequenzdaten konnten eindeutige Artzugehörigkeiten festgestellt werden.

## Merkmale

### Falter
Die Flügelspannweite der Falter beträgt 75 bis 85 Millimeter. Zwischen den Geschlechtern besteht kein Sexualdimorphismus, Männchen und Weibchen zeigen nahezu identische Zeichnungselemente, die Weibchen sind jedoch etwas größer. Die Grundfarbe auf den Flügeloberseiten ist milchig weiß. Die Randbereiche sind mit Ausnahme des Innenrandes der Hinterflügel schwarz gefärbt. Auf der Submarginalregion befindet sich eine Kette weißer Flecke. Vom Apex der Vorderflügel erstreckt sich ein schwarzer Bereich bis zur Zelle. Am Analwinkel der Hinterflügel heben sich ein hellroter Augenfleck sowie zwei Schwanzfortsätze ab. Die Flügelunterseiten bilden das Muster der Oberseiten in abgeschwächter Form ab und zeigen zusätzlich dunkle Flecke auf den Vorderflügeln sowie graubraune bis gelbbraune Linien auf den Hinterflügeln.

### Präimaginalstadien
Das Ei ist kugelrund, glatt und gelb gefärbt. Um die leicht abgeflachte Mikropyle erstreckt sich ein rotbrauner Bereich.
Die Raupe ist in ihren ersten Stadien bräunlich bis grünlich gefärbt. Am Kopf befinden sich vier, am Analsegment zwei hornartige Tuberkel. Die Kopfhörner sind bei den ausgewachsenen grasgrünen Raupen kräftig ausgebildet. Es treten Morphen auf, die stark bzw. gering gelblich quergestreift sind.
Die Puppe hat eine gedrungene Form, ist überwiegend grün gefärbt und zeigt auf den Flügelscheiden weißliche Flecke. Sie wird als Stürzpuppe an Zweigen oder Blättern befestigt.

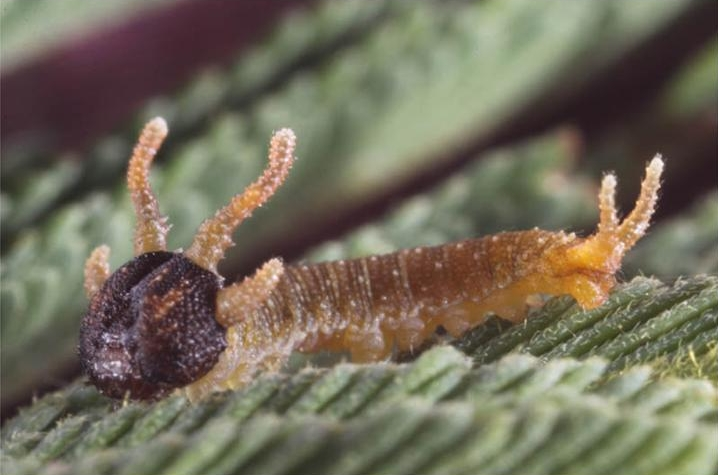
Junge Raupe
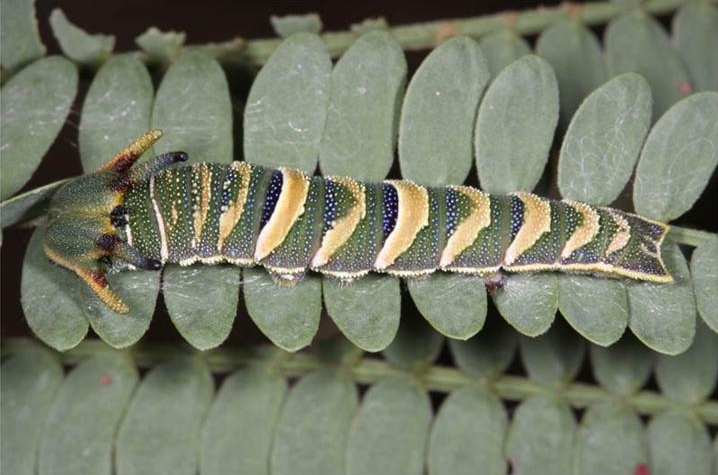
Ausgewachsene Raupe (stark quergestreift)
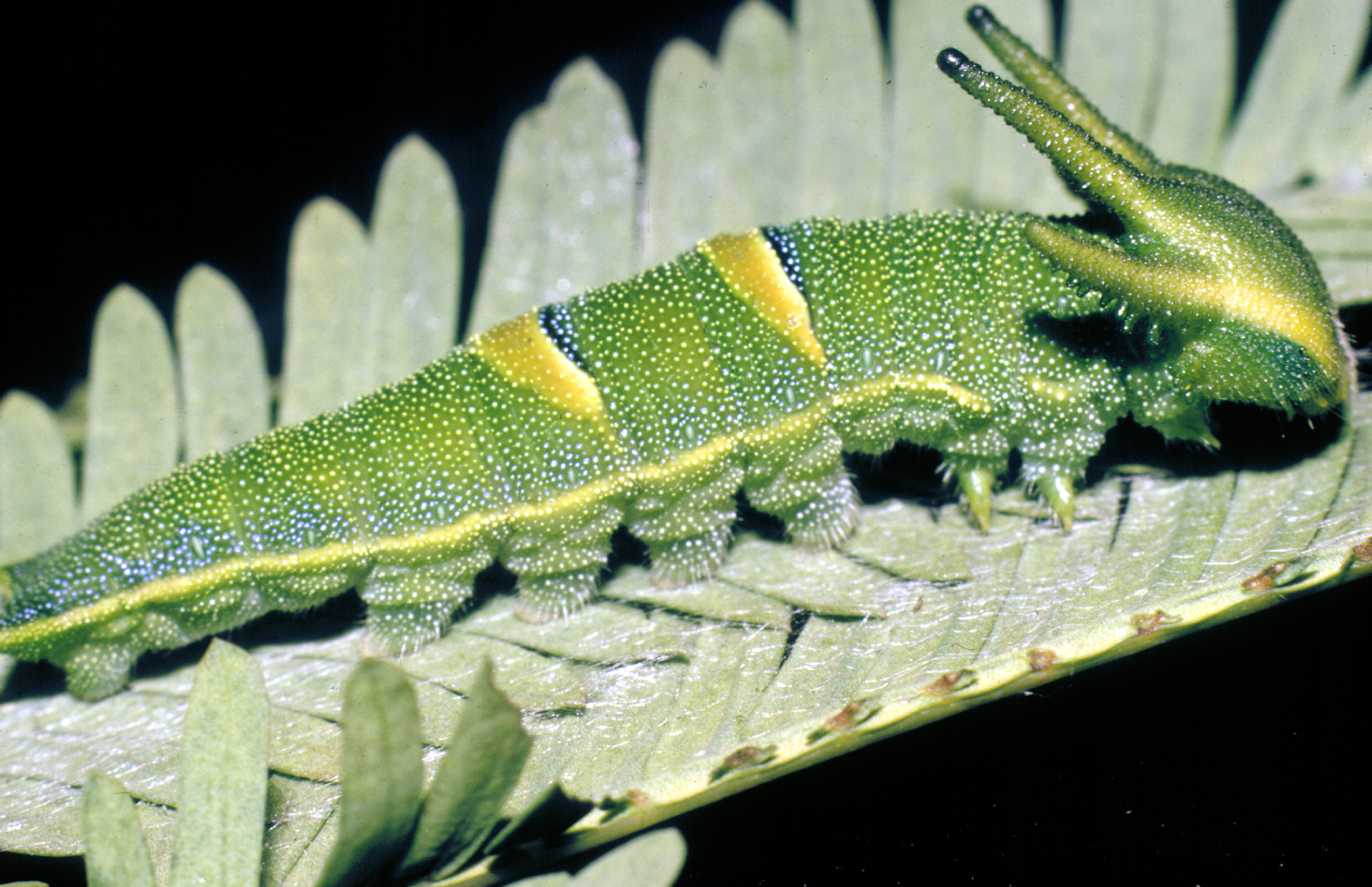
Ausgewachsene Raupe (schwach quergestreift)
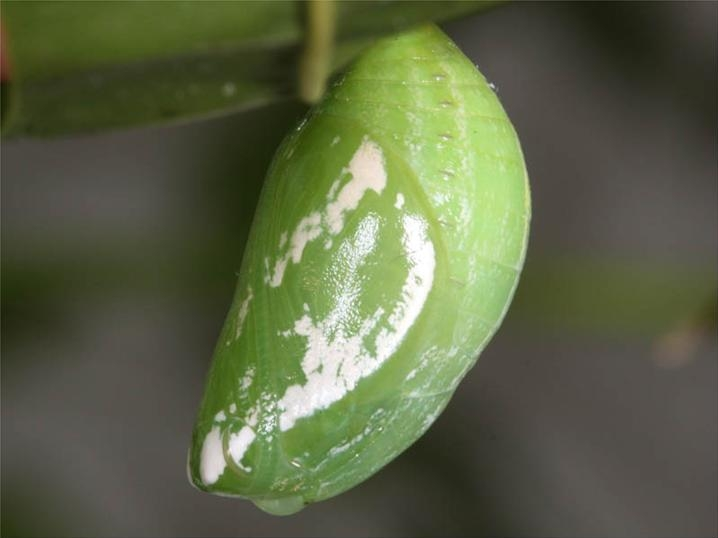
Puppe

## Verbreitung und Lebensraum
Die Art kommt im Norden und Osten Australiens sowie auf einigen zu Indonesien gehörenden Inseln vor. Polyura sempronius besiedelt bevorzugt subtropische Küstengebiete.

## Lebensweise
Die Falter fliegen im australischen Sommer zwischen Oktober und März. Sie besuchen keine Blüten, saugen hingegen zuweilen an feuchten Erdstellen, Exkrementen, verletzten Bäumen oder überreifen Früchten. Die Raupen ernähren sich von den Blättern von Acacia- Brachychiton- oder Robinien-Arten (Robinia).